# Малосімейний гуртожиток
«Малосімейний гуртожиток» відрізняється від інших гуртожитків тим, що у ньому окрема сім'я одержує від адміністрації підприємства та профспілки ордер (переважно тимчасовий, терміном на 30 діб) на поселення в окрему кімнату, без інших співмешканців у ній, за особливе ставлення адміністрації підприємства, вислугу років, після одруження, по черзі, а іноді без неї. У таких гуртожитках за окремою сім'єю або мешканцем офіційно закріплювалась окрема кімната, чого переважно немає у гуртожитках інших типів.

## Побутові умови
Побутові умови у малосімейних гуртожитках мало чим відрізняються від умов проживання у гуртожитках інших типів, або такі, як у комуналках, тобто з загальною кухнею та іншими вигодами, які можуть бути відсутні зовсім.

## Стан в Україні
Статус «малосімейного гуртожитку» не дає права на приватизацію кімнат мешканцями, але у останні роки слугує приводом для перепродажу таких гуртожитків, як і їх інших типів, разом з мешканцями. За цим слідують позбавлення комунальних послуг та масові виселення проживаючих. Про це свідчать акції протесту мешканців багатьох гуртожитків не тільки в Україні, але й у інших країнах колишнього Радянського Союзу.